# 巴特菲兴
巴特菲辛是德国巴伐利亚州的一个市镇。总面积55.06平方公里，总人口6898人，其中男性3291人，女性3607人（2011年12月31日），人口密度125人/平方公里。